# Sirijski hrčak
Sirijski hrčak (latinski: Mesocricetus auratus) je glodavac (Rodentia) podrijetlom iz Sirije. Ponekad se još naziva i „Zlatni hrčak”, što mu je zapravo originalna boja u prirodi. Sirijski hrčak spada pod porodicu Cricetidae koja je dio roda hrčaka. 

## Obilježja
Danas postoji mnogo različitih boja i vrsta njihove dlake, npr. dugodlaki hrčak, sirijski hrčak bez dlake, crni hrčak i obični sirijski hrčak. Sirijski hrčak najpopularnija je vrsta hrčka za držanje kao kućnog ljubimca. Ima mnoge predispozicije koje se sviđaju kupcima. Sirijski hrčak vrlo je zahvalan kućni ljubimac zbog male duljine, otprilike od 15 do 18 cm. Ima kratak rep (samo oko 8 mm), i što je vrlo važno ne smrdi. Vrlo je pogodan za ljude koji imaju malu djecu jer su vrlo umiljati i nisu nasrtljivi. Postoji još par razloga zašto ih ljudi vole držati, jedan od tih razloga je cijena koja je vrlo povoljna, drugi razlog zašto ih ljudi vole je način njihovog održavanja koji ne traži puno, treći razlog je vrlo laka ishrana koju mogu primjenjivati čak i djeca. Za razliku od nekih egzotičnih životinja poput iguane ili drugih gmazova, sirijski hrčci žive vrlo kratko. Životni vijek jednog hrčka otprilike iznosi od 2 do 2,5 godine. No, nerijetko dožive i 3, 4 pa čak i više godina. Sirijski hrčak većinom je noćna životinja, što znači da će preko dana spavati, a noću biti vrlo aktivan. Sirijske hrčke nije preporučljivo držati u paru jer često dolazi do tuče u kojoj hrčci mogu biti ozlijeđeni.

## Podrijetlo
Područje koje u prirodi nastanjuje ova vrsta je samo oko 10 – 15.000 km velika Alepska visoravan u sjevernoj Siriji. Kako je to područje za divlju vrstu vrlo maleno, IUCN ga je uvrstio u skupinu ugroženih životinja. Prvi put je opisan 1797. godine. Dugo vremena ih se smatralo nestalim ili izumrlim, dok 1930. godine profesor Israel Aharoni nije našao leglo sa ženkom i jedanaest mladunaca. Preživjelo je troje mladunaca koji su zatim razmnožavani u Hebrejskom sveučilištu u Jeruzalemu. Njihovi potomci dugo su bili jedini domesticirani sirijski hrčci, kako kao kućni ljubimci, tako i kao laboratorijske životinje. Nakon 1971. godine pojedini primjerci divljih sirijskih hrčaka uhvaćeni u sirijskoj pustinji uvedeni su u njihov uzgoj.

## Način života
Skotnost traje samo oko 16 dana, a leglo najčešće ima 4 mladunca (uglavnom od 2 do 5). U godini dana može biti do osam legla. Mladunci su spolno zreli u dobi između 38 i 42 dana. Sirijski hrčci su izraženi samotnjaci. Odrasle ženke reagiraju krajnje agresivno na pripadnike iste vrste oba spola, uključujući i vlastito potomstvo. U uzgoju, mužjake spajaju sa ženkama samo na vrlo kratko vrijeme. 
Sirijski hrčci su životinje koje kopaju skrovišta i kanale do najdublje 110 cm. Gnijezda su im najčešće u dubini od 40 do 90 cm pod površinom. 
Prirodni neprijatelji su im svi sisavci i zmije koji se inače hrane glodavcima, no i čovjek.

## Vanjske poveznice

### Ostali projekti
|  | Zajednički poslužitelj ima stranicu o temi Sirijski hrčak |
|  | Wikivrste imaju podatke o taksonu Hrčci                   |